# Thefarie Velianas
Thefarie Velianas (fl. VI secolo a.C.) è stato un sovrano etrusco.

## Storia ed interpretazioni
Il suo nome compare nelle Lamine di Pyrgi, datate attorno al 500 a.C., quale dedicante del tempio della dea Ishtar o Astarte (Uni per gli Etruschi).
(L. Magrini, in «Archeologia», n. 25, gennaio-febbraio 1965.)

Nell'interpretazione che dà Sabatino Moscati del testo punico delle lamine, Thefarie Velianas era il "re" (MLK in lingua punica) o lucumone di Caere (oggi Cerveteri) di cui Pyrgi era il porto: 
(S. Moscati, Italia Punica, Rusconi, Milano, 1995, p. 348)
Poco - oltre al nome - si sa di questo personaggio, il più antico alto magistrato etrusco della cui esistenza possediamo prove sicure. Gli altri, il lucumone di Chiusi, Porsenna, i re di Roma Tarquini e Mastarna, sono conosciuti da fonti letterarie come, ad esempio, Ab Urbe condita libri di Tito Livio.
Il fatto che le lamine in oro con la dedica di Velianas siano scritte in due lingue, etrusco e punico, fa pensare che l'alto magistrato di Caere, città non propriamente amica di Cartagine, fosse stato imposto agli Etruschi dai Punici all'interno della rete di alleanze finalizzate ad arginare l'espansione ellenica nel mar Tirreno. Con ogni probabilità Cartagine approfittava della crisi della potenza etrusca sullo scorcio del VI secolo a.C., crisi adombrata dalla cacciata dei Tarquini da Roma attorno al 509 a.C., per rinsaldare il controllo delle coste italiane del Tirreno; basti ricordare che è dello stesso periodo la sottoscrizione del primo Trattato fra Roma e Cartagine.
Anche Ludovico Magrini riporta come
(L. Magrini, cit..)
mentre Moscati sottolinea che 
(S. Moscati, Italia Punica, Rusconi, Milano, 1995, p. 350)
Ma perché rendere omaggio in modo tanto vistoso? Se ricordiamo che Caere era la sola città etrusca a mantenere un suo thesaurus presso il tempio di Delfi, in Grecia, significativo di una politica estera filoellenica, si può pensare a un'imposizione di Thefarie Velianas da parte dei Cartaginesi o più semplicemente a un rivolgimento politico interno alla città.
L'iscrizione nelle lamine sembra stabilire che la dedica del tempio (e la conseguente produzione delle lamine) sia stata effettuata nel corso del terzo anno di "regno". Resta difficile la traduzione esatta dei concetti in rapporto al valore istituzionale. Il "MLK" del testo punico corrisponde (ma attenzione, le lamine non sono traduzioni l'una dell'altra) all'etrusco zilac, più simile, come titolatura, al romano "rex" o al greco "autocrator".
Ancora, dal testo fenicio delle lamine si evince che Thefarie Velianas ricerca una giustificazione del proprio potere da una sorta di diritto divino; il testo, nella proposta di Moscati, declama che nel tempio: 
(S. Moscati, Italia Punica, Rusconi, Milano, 1995, p. 350)
ma un'altra interpretazione dello stesso testo precisa che:
(AA.VV, (a cura di M. Cristofani) Etruschi: una nuova immagine, Giunti, 2000. p. 131)
segno evidente di un tentativo di ascrivere alla volontà della dea il potere di Thefarie Velianas sulla sua città.
E allora si può riandare al ricordo delle prese di potere nell'Etruria da parte di capi militari, veri signori della guerra che - come i fratelli Vibenna - occuparono gli spazi politici che l'antica aristocrazia non riusciva più a gestire. Un esempio per tutti, l'elezione (malvista dalle altre città etrusche) del "re" di Veio pochi anni prima della caduta della città e di cui ci parla Tito Livio in Ab Urbe condita libri (V.19).